# Epanokamelavkion

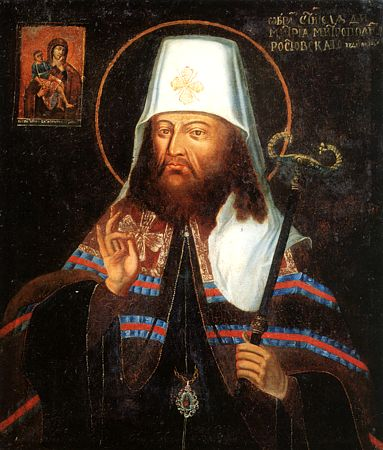
Icono de San Demetrio de Rostov, llevando un epanokamelavkion blanco.

El epanokamelavkion es un velo que generalmente es de color blanco o negro y cae sobre algún sombrero o tocado de los religiosos de las iglesias de tradición eslavo-bizantina. Por lo general es portado por clérigos del rango de obispos y se suele colocar sobre el sombrero conocido como kamilavkion formando el tocado llamado klobuk.